# Francesco Pio Esposito
Pour les articles homonymes, voir Esposito.
Francesco Pio Esposito, né le 28 juin 2005 à Castellammare di Stabia, est un footballeur italien qui joue au poste de avant-centre à l'Inter Milan.

## Biographie
Né à Castellammare di Stabia, en Italie, Francesco Pio Esposito est le frère cadet de Salvatore Esposito et Sebastiano Esposito.

### Carrière en club
Francesco Pio Esposito est formé par l'Inter Milan, où il joue avec les moins de 19 ans en Championnat Primavera à partir de la saison 2022-23,,.

### Carrière en sélection
Déjà international depuis les moins de 17 ans italien, puis les moins de 18 ans, Esposito est convoqué avec l'équipe d'Italie des moins de 20 ans pour participer à la Coupe du monde des moins de 20 ans qui a lieu en mai et juin 2023. Après avoir éliminé l'Angleterre,, championne d'Europe en titre, puis la Colombie, l'Italie s'impose face à la Corée du Sud en demi-finale (2-1), pour atteindre l'ultime niveau de la compétition,.
En juin 2023, il est convoqué avec l'équipe d'Italie des moins de 19 ans pour participer au Championnat d'Europe des moins de 19 ans qui a lieu en juillet. 
Après sa victoire face à l'Espagne (3-2), l'Italie atteint la finale de la compétition,, où elle s'impose 1-0 face au Portugal, son premier titre dans la catégorie en 20 ans,,,.

## Statistiques
| Saison                | Club                  | Championnat           | Championnat | Championnat | Championnat | Coupe(s) nationale(s) | Coupe(s) nationale(s) | Coupe(s) nationale(s) | Compétition(s) continentale(s) | Compétition(s) continentale(s) | Compétition(s) continentale(s) | Compétition(s) continentale(s) | Barrages | Barrages | Barrages | Coupe du monde des | Coupe du monde des | Coupe du monde des | Total | Total | Total |
| Saison                | Club                  | Division              | M.          | B.          | P.d.        | M.                    | B.                    | P.d.                  | Comp.                          | M.                             | B.                             | P.d.                           | M.       | B.       | P.d.     | M.                 | B.                 | P.d.               | M.    | B.    | P.d.  |
| 2023-2024             | La Spezia (prêt)      | Serie B               | 38          | 3           | 0           | 1                     | 0                     | 0                     | -                              | -                              | -                              | -                              | -        | -        | -        | -                  | -                  | -                  | 39    | 3     | 0     |
| 2024-2025             | La Spezia (prêt)      | Serie B               | 35          | 17          | 2           | 1                     | 0                     | 0                     | -                              | -                              | -                              | -                              | 4        | 2        | 1        | 0                  | 0                  | 0                  | 40    | 19    | 3     |
| Sous-total            | Sous-total            | Sous-total            | 73          | 20          | 2           | 1                     | 0                     | 0                     | -                              | 0                              | 0                              | 0                              | 4        | 2        | 1        | 0                  | 0                  | 0                  | 78    | 22    | 3     |
| 2024-2025             | Inter Milan           | Serie A               | 0           | 0           | 0           | 0                     | 0                     | 0                     | -                              | -                              | -                              | -                              | -        | -        | -        | 2                  | 1                  | 1                  | 2     | 1     | 1     |
| Total sur la carrière | Total sur la carrière | Total sur la carrière | 73          | 20          | 2           | 1                     | 0                     | 0                     | -                              | 0                              | 0                              | 0                              | 4        | 2        | 1        | 2                  | 1                  | 1                  | 80    | 23    | 4     |

## Palmarès
Italie -20 ans
- Coupe du monde
  - Finaliste en 2023

 Italie -19 ans
- Championnat d'Europe
  - Vainqueur en 2023